# Mont Redoubt
Pour l’article homonyme, voir Mont Redoubt (Washington).
Le mont Redoubt ou volcan Redoubt, en anglais Mount Redoubt, est un stratovolcan actif et le plus haut sommet de la chaîne aléoutienne, dans la péninsule d'Alaska en Alaska. Il est situé dans les monts Chigmit (une sous-chaîne des aléoutiennes), à l'ouest du golfe de Cook, à environ 180 kilomètres au sud-ouest d'Anchorage.

## Géographie
Le mont Redoubt n'est pas un pic particulièrement abrupt mais plutôt une montagne massive. Il s'élève à 3 000 mètres au-dessus des vallées environnantes au nord, au sud et au sud-est dans un rayon de huit kilomètres.

## Histoire

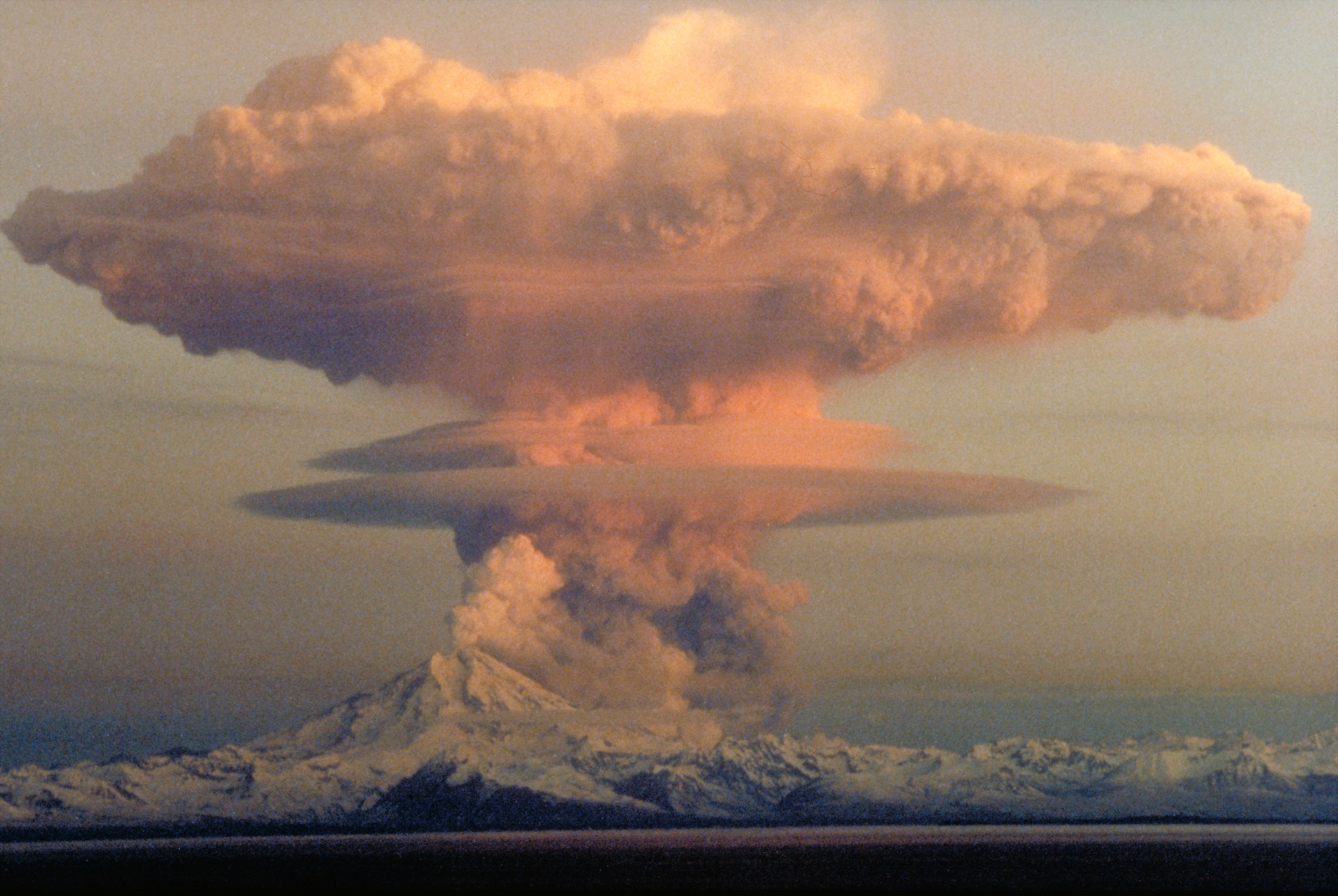
Panache volcanique s'élevant au-dessus du mont Redoubt le 21 avril 1990.

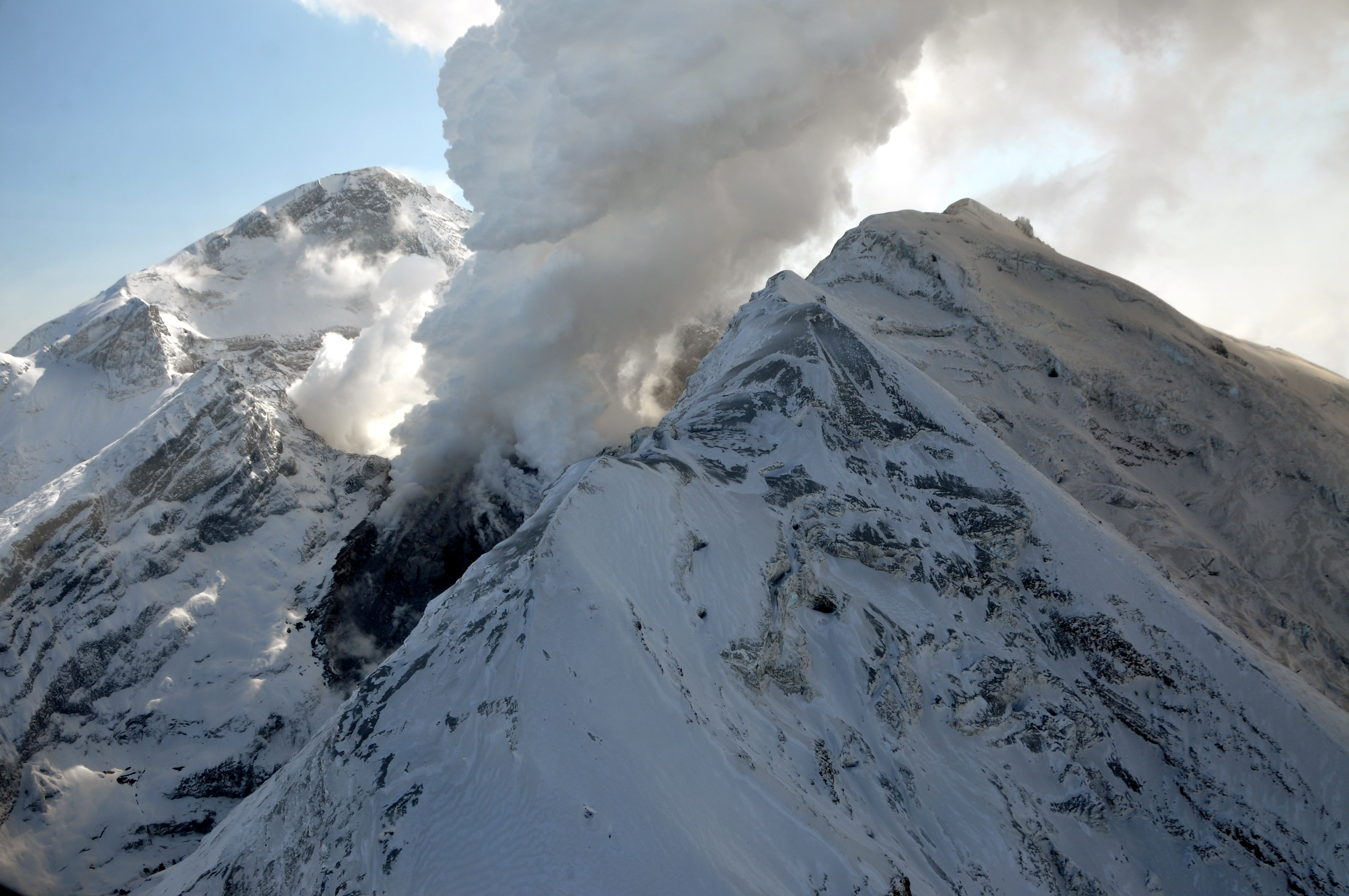
Vue aérienne du mont Redoubt en éruption le 16 avril 2009 avec un panache volcanique s'élevant d'un dôme de lave dans le cratère sommital.

Le mont Redoubt connut une éruption en 1966, puis de nouveau en 1989.
L'éruption de 1989 éjecta des cendres volcaniques jusqu'à 14 000 mètres d'altitude et un Boeing 747 de la KLM Royal Dutch Airlines fut pris dans son panache de cendres, étouffant ses quatre moteurs ; l'avion réussit tout de même à se poser à Anchorage grâce à l'habileté du pilote qui ralluma les moteurs de justesse. Les cendres couvrirent une zone d'environ 20 000 km2.
Le 22 mars 2009, le volcan connaît une très forte éruption qui se prolonge le jour suivant, obligeant les autorités d'Anchorage à annuler tous les vols depuis l'aéroport et mettre en état d'alerte de nombreuses villes, dont Talkeetna et Willow, dans un périmètre d'une centaine de kilomètres en raison de possibles retombées de cendres.